# STS-51-D
La STS-51-D è una missione spaziale del programma Space Shuttle.

## Equipaggio
- Comandante: Karol J. Bobko (3)
- Pilota: Donald E. Williams (1)
- Specialista di missione 1: M. Rhea Seddon (1)
- Specialista di missione 2: Jeffrey A. Hoffman (1)
- Specialista di missione 3: S. David Griggs (1)
- Specialista del carico utile 1: Charles D. Walker[1] (2)
- Specialista del carico utile 2: Jake Garn (1)

Tra parentesi il numero di voli spaziali completati da ogni membro dell'equipaggio, inclusa questa missione.

## Parametri della missione
- Massa:
  - Navetta al lancio: 113.802 kg
  - Navetta al rientro: 89.816 kg
  - Carico utile: 16.249 kg
- Perigeo: 445 km
- Apogeo: 535 km
- Inclinazione: 28,5°
- Periodo: 1 ora, 34 minuti e 24 secondi

### Passeggiate spaziali
- Hoffman e Griggs  - EVA 1
  - Inizio EVA 1: 16 aprile 1985
  - Fine EVA 1: 16 aprile 1985
  - Durata: 3 ore e 6 minuti